# Neck
Ne doit pas être confondu avec Aiguille de lave, Cheminée volcanique ou Cheminée de fée.
Pour les articles homonymes, voir Neck (homonymie).

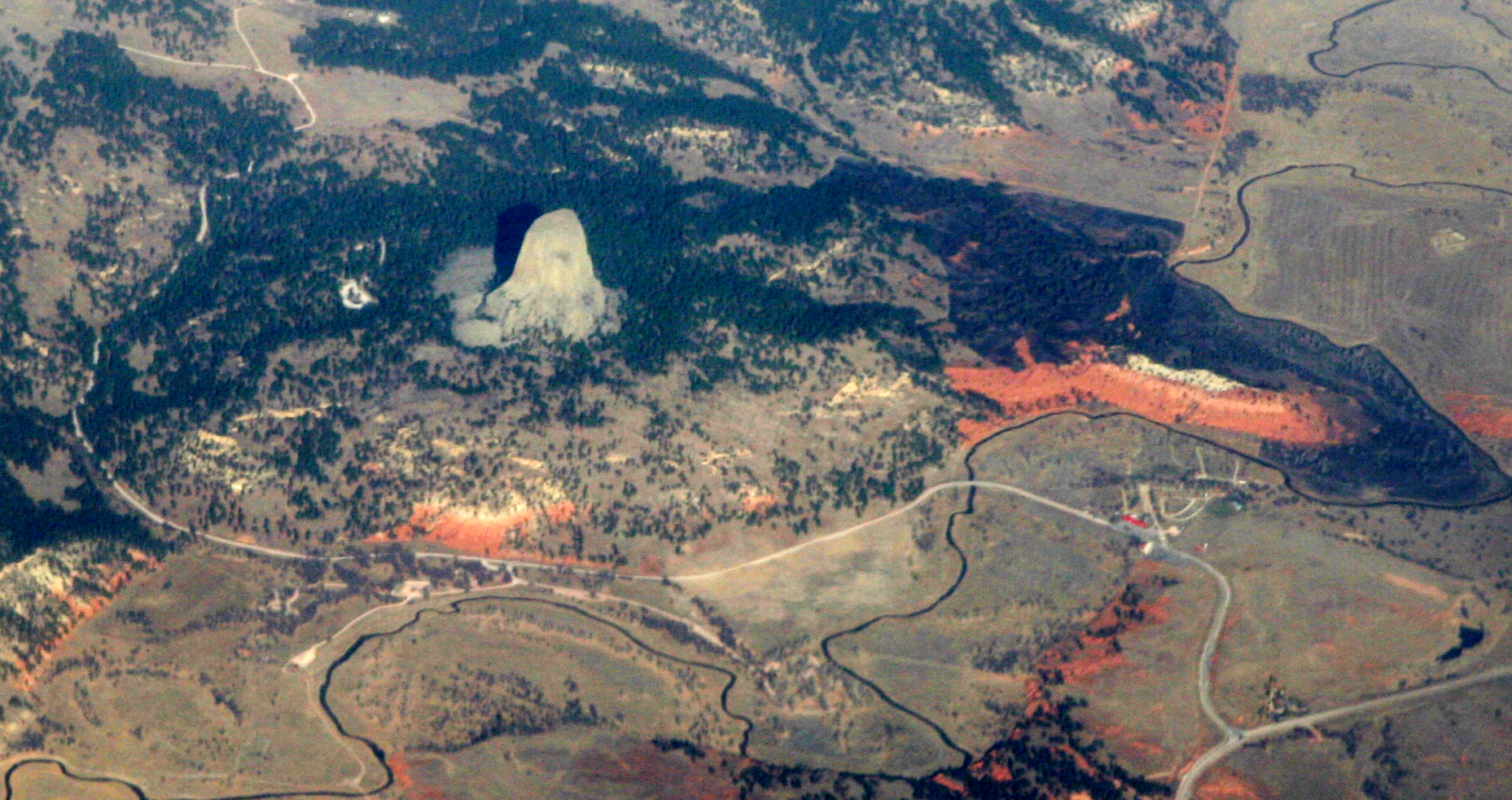
La Devils Tower, dans le Wyoming aux États-Unis, est un neck d'un volcan vieux de 40 millions d'années.

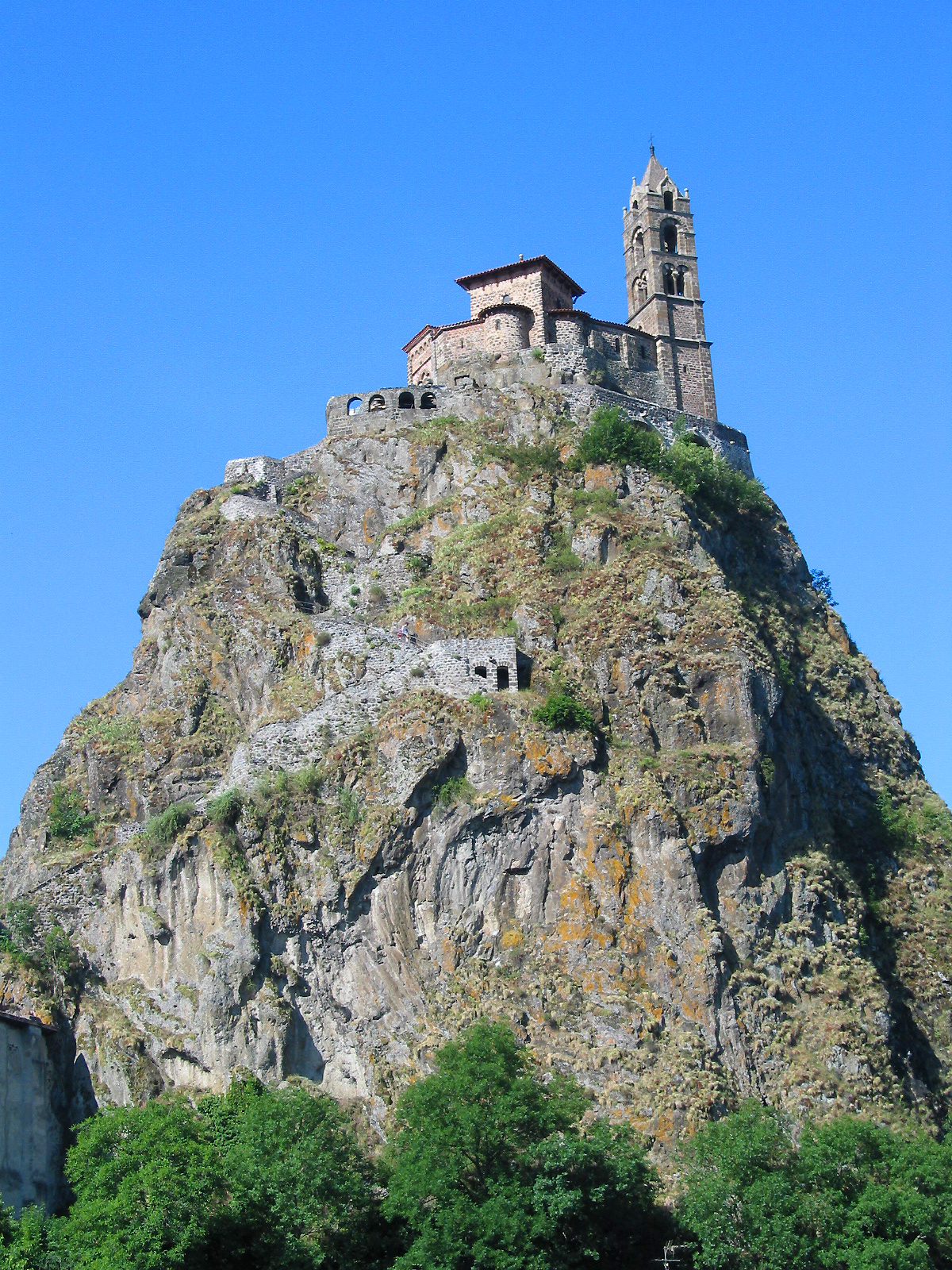
L'église Saint-Michel d'Aiguilhe, dans le département français de la Haute-Loire, est bâtie sur un neck qui avec sa forme élancée de 85 mètres de hauteur, a donné son nom à la localité blottie à ses pieds.

Un neck (terme anglais signifiant « cou »), ou nek, est un relief volcanique résiduel de forme générale cylindrique ou conique (butte, piton ou aiguille), de diamètre de quelques dizaines ou centaines de mètres.
Il correspond au conduit d'une ancienne cheminée volcanique qui s'est solidifiée (par remplissage ou comblement vertical de matériel intrusif ou bréchique) à la fin d'une éruption et qui a été ensuite dégagée par l'érosion.
En contexte basaltique, un neck correspond soit à un diatrème bréchique placé en inversion de relief par le jeu de l'érosion, soit à un culot de lave massive, caractérisé par une prismation radiale divergente (« en gerbe ») vers le bas (les géologues parlent de dyke volcanique pour désigner ce remplissage fait de lave homogène).

## Exemples de neck
Allemagne
- le Hohentwiel, non loin du lac de Constance.

 Australie
- la pyramide de Ball, le plus grand neck volcanique au monde, situé à proximité de l'île Lord Howe.

 Cameroun
- les monts Mandara dont le pic Kapsiki à Rhumsiki dans la région de l'Extrême-Nord.

 Canada
- la Tow Hill, en Colombie-Britannique.

 États-Unis
- la Devils Tower, dans le Wyoming ;
- le Morro Rock, en Californie ;
- Ship Rock au Nouveau-Mexique.

 France
- Ardèche :
  - le neck de Sceautres, dans le Coiron ;
  - le roc Saint-Jean, au hameau de La Roche à Alba-la-Romaine.
- Haute-Loire :
  - le rocher Saint-Michel d'Aiguilhe  à Aiguilhe[Note 2] ;
  - le rocher Corneille au Puy-en-Velay[Note 3] :
  - le neck de Queyrières à Queyrières[Note 4].
- Lozère :
  - le rocher de Marchastel à Marchastel.
- Puy-de-Dôme :
  - le puy de Crouel, à l'est de Clermont-Ferrand ;
  - le neck de Montrognon, au sud de Clermont-Ferrand ;
  - les roches Tuilière et Sanadoire dans les monts Dore.
- Martinique :
  - le rocher du Diamant, au sud-ouest de l’île.
- Îles Kerguelen :
  - le Doigt de Sainte-Anne, sur le littoral occidental de la péninsule Gallieni, au sud de l'île.
- Marquises :
  - le motu One, îlot corallien formé au sommet d'un neck immergé.

 Italie
- le Strombolicchio, neck volcanique en face de l'île-volcan du Stromboli.

 Mexique
- l'île Roca Partida, dans le Pacifique à 800 km à l'ouest de Manzanillo.

 Sao Tomé-et-Principe
- le pico Cão Grande, sur l'île de São Tomé.